# Kent County, Michigan
Kent County är ett administrativt område i delstaten Michigan, USA, med 574 335 invånare (2000). Den administrativa huvudorten (county seat) är Grand Rapids.

## Geografi
Enligt United States Census Bureau har countyt en total area på 2 685 km². 2 217 km² av den arean är land och 41 km² är vatten.

### Angränsande countyn
- Newaygo County - nord
- Montcalm County - nordost
- Muskegon County - nordväst
- Ionia County - öst
- Ottawa County - väst
- Allegan County - sydväst
- Barry County - sydost

### Orter
- Caledonia
- Casnovia (delvis i Muskegon County)
- Cedar Springs
- East Grand Rapids
- Grand Rapids (huvudort)
- Grandville
- Kent City
- Kentwood
- Lowell
- Rockford
- Sand Lake
- Sparta
- Walker
- Wyoming